# Jacques Ibert

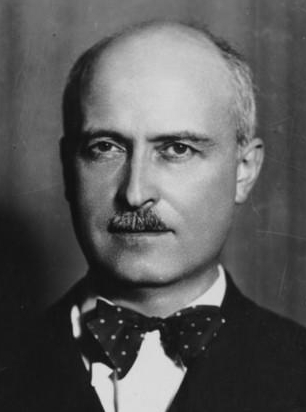
Jacques Ibert

Jacques François Antoine Ibert (* 15. August 1890 in Paris; † 5. Februar 1962 ebenda) war ein französischer Komponist.

## Leben
Er studierte von 1910 bis 1914 am Pariser Konservatorium unter anderem bei Gabriel Fauré, Émile Pessard,  Paul Vidal und André Gedalge. Während des Studiums arbeitete er als Klavierimprovisator bei Stummfilmaufführungen. 1919 wurde er Träger des begehrten Prix de Rome (Rompreis). Vor und nach dem Zweiten Weltkrieg war er Direktor der französischen Akademie in Rom. Im Paris der frühen 1930er Jahre traf er sich im Salon der niederländischen Komponistin Rosy Wertheim regelmäßig mit den Komponistenkollegen Barraine, Honegger, Messiaen und Milhaud.
Die Académie royale des Sciences, des Lettres et des Beaux-Arts de Belgique nahm ihn 1952 als assoziiertes Mitglied auf. 1955 fungierte er als Verwaltungsdirektor beider Pariser Opernhäuser. Ab 1956 war Ibert als Nachfolger von Joseph Guy Ropartz Mitglied der Académie des Beaux-Arts.

## Werk
Seine stilistisch keiner eindeutigen Richtung zugehörigen Werke sind vor allem in der Frühzeit angelehnt an die Groupe des Six, lassen aber auch Beeinflussung durch den Impressionismus sowie den Neoklassizismus eines Igor Strawinsky erkennen. Vorherrschend ist elegante Virtuosität.
Werkauswahl:
- Mehrere Opern (u. a. Angélique, 1927) sowie gemeinsam mit Arthur Honegger die Oper L'Aiglon über den Sohn Napoleons und die Operette Les Petites Cardinal (1938)
- Annähernd 60 Filmmusiken, darunter: Marianne (1955), Das Kreuz von Golgatha, Don Quichotte (1933) und Macbeth – Der Königsmörder.
- Orchesterwerke, u. a.:
  - Symphonie concertante für Oboe und Orchester, ein Auftragswerk von Paul Sacher
  - Escales (1920–22)
  - Divertissement (1930)
  - Symphonie marine (1931)
  - Flötenkonzert (1934)
  - Concertino da camera f. Altsaxophon und 11 Instrumente (1935)
  - Bostoniana (1955)
  - Hommage à Mozart (1955)
  - Bacchanale (1956)
- Kammermusik, u. a.:
  - Histoires f. Klavier (ab 1910; darunter das oft bearbeitete Le petit âne blanc – Der kleine weiße Esel)
  - Petite Suite en quinze images f. Klavier (1944)
  - Jeux, Sonatine f. Flöte u. Klavier (1923)
  - Trois pièces brèves f. Bläserquintett (1930)
  - Entr'acte f. Flöte und Gitarre (1937)
  - Deux Interludes f. Flöte, Violine und Harfe (1946)
  - Trio für Harfe, Geige und Cello (1944)

## Filmografie (Auswahl)
- 1932: Don Quichotte (mit F. Schaljapin in der Hauptrolle)
- 1932: Die fünf verfluchten Gentlemen (Les Cinq Gentlemen maudits)
- 1935: Das Kreuz von Golgotha (Golgotha)
- 1935: Mutterschaft (Maternité)
- 1937: Der Schuldige bin ich (Le coupable)
- 1938: Das Freudenmädchen von Tunis (La maison du Maltais)
- 1939: Die Nacht der Vergeltung (Angelica)
- 1945: Vater Sergius (Le père Serge)
- 1948: Macbeth – Der Königsmörder (Macbeth)
- 1955: Marianne (Marianne de ma jeunesse)